# Robert Sliwinski
Robert Sliwinski (ur. 1840 w Lesznie, zm. 1902 w Wojkowie koło Kowar) – niemiecki malarz, grafik i litograf.

## Życiorys
Robert Sliwinski początkowo uczył się zawodu litografa, później od 1862 studiował we wrocławskiej Szkole Sztuki pod kierunkiem Albrechta Bräuera, w latach 1864–1868 w Instytucie Sztuki Städla we Frankfurcie nad Menem, a także prywatnie u Jakoba Beckera. W latach 1884–1885 kształcił się u Carla Cowena Schirma w pracowni malarstwa krajobrazowego przy Śląskim Muzeum Sztuk Pięknych we Wrocławiu. Sliwinski podróżował do Królewca, a w 1870 zamieszkał na stałe we Wrocławiu. W latach 1870–1893 uczył rysunku w tamtejszym katolickim gimnazjum św. Macieja, później prowadził własną szkołę malarstwa dla kobiet. W 1884 urodził mu się nieślubny syn Jan.
Robert Sliwinski malował przede wszystkim pejzaże wybrzeży Bałtyku, z okolic Frankfurtu nad Menem, Karkonoszy, Kotliny Jeleniogórskiej i Wrocławia. Zajmował się także litografią, malarstwem rodzajowym i portretem.
W listopadzie 2017 do zbiorów Muzeum Narodowego we Wrocławiu powrócił zaginiony obraz Roberta Sliwinskiego Ulica wraz z ruiną zamku.